# Хосе Ечегарай-і-Ейсагірре
Хосе Ечегарай-і-Ейсагірре (ісп. Jose Echegaray y Eizaguirre) — іспанський драматург, лауреат Нобелівської премії з літератури 1904 року.

## Біографія
Народився 19 квітня 1832 в Мадриді в баскській сім'ї. Коли йому були три роки, батьки переїхали в Мурсію, містечко на території колишнього мавританського королівства на березі Середземного моря.
Батько Ечегарая — професор грецької мови в Мурсійському інституті, куди поступив і син, який захоплювався грецькою і латинською мовами, вивчав природно-наукову історію. Закінчив навчання у віці 14 років, отримавши ступінь бакалавра філософських наук. Після цього повертається до Мадрида, де починає вивчати математику в Еськуела-де-Камінос (Технічне училище), яке закінчує в 1853. Декілька років працював інженером, потім отримав посаду викладача прикладної і теоретичної математики в Технічному училищі. Відомий як автор статей і монографій з цих дисциплін.
Крім математики, займався дослідженнями в області геології і політичної економіки, захоплюється театром. Відомо, що приблизно в 1863 його молодший брат Е. Мігель написав п'єсу, яка була поставлена на сцені аматорського театру. На думку біографів Ечегарая, ця подія справила на майбутнього драматурга значне враження і багато в чому зумовило коло його майбутніх інтересів.
Ечегарай бере участь в політичній діяльності. Після революції 1868 і позбавлення влади королеви Ізабелли II стає міністром суспільних робіт, через рік — міністром торгівлі. У 1869 його обирають до іспанського парламенту, і він займає різні пости, за його ініціативою створюється Банк Іспанії.
Після відновлення династії Бурбонів в 1874 ненадовго емігрує до Парижа, де цілком віддається літературній і театральній діяльності. У тому ж році повертається до Мадрида, де пише першу п'єсу Чекова книжка, підписуючись псевдонімом Айасека-і-Ейсагир. Залишає заняття математикою і іншими науками, відходить від політичної діяльності і наступні три десятиліття життя присвячує виключно літературі.